# Paszyna
Paszyna (biał. Пашына; ros. Пашино, Paszino) – wieś na Białorusi, w obwodzie witebskim, w rejonie orszańskim, w sielsowiecie Krapiuna, nad Dnieprem.

## Historia
8 września 1514 na wysokości Paszyny przez Dniepr przeprawiły się wojska polsko-litewskie pod dowództwem hetmana wielkiego litewskiego Konstantego Ostrogskiego, które następnie w okolicach wsi stoczyły zwycięską bitwę z wojskami Wielkiego Księstwa Moskiewskiego. Wersja ta obecna jest w polskiej historiografii (m.in. Otton Laskowski). Wśród białoruskich historyków za miejsce przeprawy i bitwy podawane są również okolice wsi Haćkauszczyna. Z powodu braku szczegółowych badań, nie można potwierdzić żadnej z tych wersji.